# 1197 dans les croisades

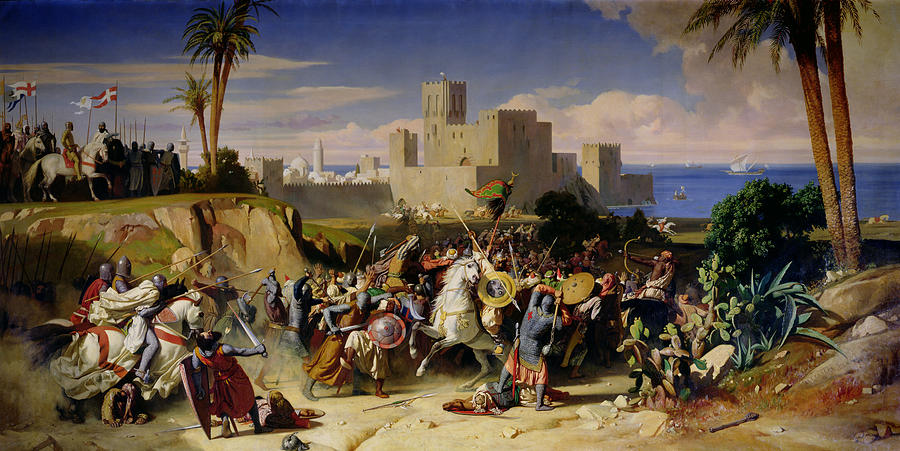
Prise de Beyrouth

Les États latins d'Orient en 1197.

Cette page regroupe les événements concernant les Croisades qui sont survenus en 1197 :
- septembre : Les troupes de Henri VI, empereur germanique, débarquent en Terre sainte[1].
- septembre : Amaury est couronné roi de Chypre par Conrad, évêque de Hildesheim et chancelier du Saint-Empire[1].
- 10 septembre : Henri II de Champagne, roi de Jérusalem, meurt à Saint-Jean-d'Acre, tombé d'une fenêtre. Le trône est confié à Amaury II de Lusignan, roi de Chypre[1].
- 28 septembre : Mort d'Henri VI, empereur germanique[1].
- 24 octobre : prise de Beyrouth par Amaury II de Lusignan, roi de Chypre et de Jérusalem[1].